# 池田愛恵里
池田 愛恵里（いけだ あえり、1990年7月29日 - ）は、日本のタレント、スポーツMC、ラジオパーソナリティ、元グラビアアイドル。
今野杏南、水樹たま、清水あいりと共にアイドルユニット「FANTA☆STAR」の一員としても活動していた。

## 経歴
1990年7月29日、滋賀県に生まれる。
阪神甲子園球場で生ビールの売り子を経験。
ZAKZAKのアイドル企画ZAK THE QUEENにて、2012年度の準グランプリに選ばれた。
2013年2月、初のイメージDVD『ミルキー・グラマー』（竹書房）が発売。
2014年からはセレッソ大阪の応援リポーターを務める。
2014年2月、舟山久美子がプロデュースするダイエットサプリメント『スリミスタ』をPRするために結成されたアイドルユニット「FANTA☆STAR」に今野杏南、水樹たま、清水あいりとともに参加。
2019年の時点で、グラビアアイドルとしての活動は既に卒業しており、その理由について「プロのリポーターとしてやっていけるようになりたいと思ったので、グラビアは辞めました」とインタビューで述べた。
2022年4月、セレッソ大阪のスタジアムMCに就任。
2023年8月、2023-2024シーズンよりWEリーグに参戦するセレッソ大阪ヤンマーレディースのホームゲームのスタジアムDJに就任。
2025年5月30日、所属していたTRUSTARとの専属マネジメント契約を終了し独立したことを自身のInstagramで報告。

## 出演

### テレビ番組
- ゴラッソ!セレッソ（2013年 - 、関西テレビ放送）
- 朝生ワイド す・またん!（2017年11月21日 - 、読売テレビ）
- 金曜オモロしが（BBCびわ湖放送）

### ラジオ番組
- Trunk!～土曜6時はeラジMU･SU･ME～（2016年4月2日 - 2019年3月30日、エフエム滋賀） - Season2レギュラー
- Radiomax（2019年4月5日 - 2021年3月26日、エフエム滋賀） - 準レギュラー
- DIVER （2021年4月2日 - 、エフエム滋賀） - レギュラー
- ちょんまげ・忍者の土曜は半ドン!（2024年4月6日 - 、ラジオ大阪） - アシスタント

### イベント
- セレッソ大阪 スタジアムMC（2022年 - ）
- セレッソ大阪ヤンマーレディース スタジアムDJ（2023年 - ）

## 作品

### DVD
- ミルキー・グラマー（2013年2月22日、竹書房）
- ふわふわ あえりん（2013年5月20日、アイドルワン）
- ピュア肌あえりん（2014年2月20日、アイドルワン）
- 妄想パラダイス（2014年5月22日、イーネット・フロンティア）
- とろりんあえりん（2015年1月20日、ラインコミュニケーションズ）
- 白肌天使（2015年5月22日、竹書房）